# Siroch Chatthong
Siroch Chatthong (taj. สิโรจน์ ฉัตรทอง, ur. 8 grudnia 1992 w Surin) – tajski piłkarz grający na pozycji napastnika. Od 2018 roku jest zawodnikiem klubu PT Prachuap.

## Kariera piłkarska
Swoją karierę piłkarską Chatthong rozpoczął w klubie Surin FC. Grał w nim 2011 roku. W 2012 był zawodnikiem Nonthaburi FC, a w latach 2013-2015 występował w BCC Tero. Z kolei w 2016 roku trafił do Ubon UMT United, z którym wywalczył awans do Thai Premier League.
W 2017 roku Chatthong został zawodnikiem Muangthong United. Zadebiutował w nim 20 maja 2017 w przegranym 2:3 domowym meczu z Ubon United. W 2017 roku wywalczył wicemistrzostwo kraju.
W 2018 roku Chatthong przeszedł do PT Prachuap. Swój debiut w nim zaliczył 9 czerwca 2018 w wygranym 2:1 domowym meczu z Ubon United.
| Sezon | Klub              | Kraj      | Rozgrywki       | Mecze | Gole |
| ----- | ----------------- | --------- | --------------- | ----- | ---- |
| 2011  | Surin FC          | Tajlandia | Second Division | ?     | ?    |
| 2012  | Nonthaburi FC     | Tajlandia | Second Division | 7     | 3    |
| 2013  | BCC Tero          | Tajlandia | Second Division | ?     | ?    |
| 2014  | BCC Tero          | Tajlandia | Second Division | ?     | ?    |
| 2015  | BCC Tero          | Tajlandia | Second Division | ?     | ?    |
| 2016  | Ubon UMT United   | Tajlandia | First Division  | 25    | 6    |
| 2017  | Ubon UMT United   | Tajlandia | Premier League  | 15    | 0    |
| 2018  | Muangthong United | Tajlandia | Premier League  | 9     | 0    |
| 2018  | PT Prachuap       | Tajlandia | Premier League  | 11    | 0    |

## Kariera reprezentacyjna
W reprezentacji Tajlandii Chatthong zadebiutował 25 sierpnia 2016 roku w przegranym 0:3 towarzyskim meczu z Katarem. W 2019 roku powołano go do kadry na Puchar Azji.